# Martin Östholm
Martin Östholm (* 2. srpna 1988, Sundsvall) je švédský florbalový hráč.

## Život
Martin Östholm se narodil 2. srpna 1988 ve švédské oblasti Sundsvall. Zde také prožil část mládežnické kariéry. Ve švédské Superlize debutoval v barvách svého mateřského klubu, Granlo IBK. Zde započal kariérní růst mladého florbalisty. Brzy se začal prezentovat velmi kvalitními výsledky a bylo jasné, že klub si tohoto Östholma dlouho neudrží. Martin Östholm se odstěhoval do města Göteborg, kam jej zlákalo tamější Pixbo. Již několikátou sezonou tak obléká nejproduktivnější obránce MS 2012 (na obránce tam dosáhl skvělých čísel, 8+5 za 6 zápasů pomohlo výběru Tre Kronor zpět na vrchol) bílý dres se šikmými červenými pruhy s číslem 11. Od loňské sezony je také kapitánem Pixba. Ačkoliv hraje na postu obránce, řadí se také k velmi kvalitním střelcům. Právě dokonale vypilovaná střelecká technika dělá ze švédského obránce s přezdívkou „Boom Boom“ jednoho z nejproduktivnějších obránců švédské Superligy – jeho produktivita se pohybuje kolem dvaceti gólů za sezónu.
Svým přístupem nejen k florbalovým věcem je Martin Östholm vzorem pro mladé začínající hráče. Velmi pokorný, vždy usměvavý, pozitivně naladěný. Svůj um každoročně předává na florbalovém campu Star Camp, který zaštiťuje jeho současný klub, Pixbo. V roce se dokonce ukázal i na českém Floorball Rookie Campu, když navštívil oba turnusy, jak v Nové Včelnici, tak v Králově Dvoře.

## Medaile
Seznam medailí, které získal Martin Östholm na mistrovství světa:
| Medaile | Soutěž                             | Zápasy | Body |
| ------- | ---------------------------------- | ------ | ---- |
|         | Mistrovství světa ve florbale 2012 | 6      | 13   |
|         | Mistrovství světa ve florbale 2014 | 6      | 11   |